# Gargara rubens
Gargara rubens är en insektsart som beskrevs av Peláez 1935. Gargara rubens ingår i släktet Gargara och familjen hornstritar. Inga underarter finns listade i Catalogue of Life.